# Clematodina eckardtiana
Clematodina eckardtiana är en insektsart som beskrevs av Günther, K. 1940. Clematodina eckardtiana ingår i släktet Clematodina och familjen gräshoppor. Inga underarter finns listade i Catalogue of Life.